# Frank Worsley
Frank Arthur Worsley DSO, OBE (Akaroa, 22 de Fevereiro de 1872 – 1 de Fevereiro de 1943) foi um marinheiro e explorador neozelandês.
Depois de ter trabalhado no Oceano Pacífico, em particular, nos correios do Pacífico Sul da Nova Zelândia (onde ficou conhecido por navegar até ilhas muito distantes e pequenas), juntou-se à Expedição Transantártica Imperial, liderada por Ernest Shackleton (1914–1916), como Capitão do navio Endurance. O objectivo era atravessar o continente antártico, mas o navio ficou preso no gelo e, posteriormente, foi esmagado e afundou-se. Todos os 28 homens ficaram à deriva numa placa de gelo até que lançaram os três barcos salva-vidas ao mar. Graças às capacidade de navegação de Worsley, chegaram à ilha Elefante, ao largo da Península Antártica.
Worsley, Shackleton e outros quatro homens, navegaram num barco salva-vidas de cerca de 7 m, o James Caird, por cerca de 1 300 km, através do tempestuoso oceano Antártico, e chegaram ao seu destino, a Geórgia do Sul. Foi um verdadeiro feito de navegação por parte de Worsley, que utilizou um sextante num pequeno barco que passou por ondas de 15 m. Shackleton, Worsley e o marinheiro Tom Crean, atravessaram a pé a Geórgia do Sul numa marcha continua de 36 horas para arranjar ajuda na estação baleeira Stromness. Todos os homens foram salvos da ilha Elefante. Worsley tornou-se um do marinheiros mais conhecidos devido ao seu feito de navegação efectuado durante a expedição, em particular a viagem do James Caird. Em 1931, publicou a sua história no livro Endurance, que permanece popular e a ser editado.
Durante a Primeira Guerra Mundial, Worsley comandou um navio secreto Q-ship, sendo responsável por afundar um submarino alemão numa manobra difícil. Foi o contramestre do Quest na última expedição de Shackleton em 1921-1922. Morreu de cancro do pulmão em 1943, em Inglaterra.